# Louis Chalmeton
Jean Louis Bernard Chalmeton, né à Nîmes le 13 avril 1813 et mort à Clermont-Ferrand le 22 septembre 1879, est un poète et auteur dramatique français.
Il était associé correspondant de l'Académie de Clermont et de l'Académie du Gard.

## Œuvres
- Heures de loisir, Paris, Jules Taride, Éditeur libraire, 1860
- L'Isthme de Suez, ode lue à l'Académie de Clermont-Ferrand, Clermont-Ferrand, F. Thibaud, 1862
- Isolements, comédies et poèmes, Paris, Jules Taride, Éditeur libraire, Rue Marengo, 2 (ancienne rue du coq), 1863
- Il ne faut jamais dire : Fontaine... proverbe en 1 acte et en vers, (Théâtre de Clermont-Ferrand, 4 février 1864), Paris, Jules Taride, 1864[2]
- Pour et Contre, prologue dialogué, en vers, (Théâtre de Clermont-Ferrand, 14 octobre 1866), Clermont-Ferrand, Ducros-Paris, 1866
- La Mission du poète, Clermont-Ferrand, F. Thibaud, 1867
- Il ne faut pas courir deux... veuves à la fois, comédie-proverbe en 1 acte et en vers, F. Thibaud, 1870
- De l'unité économique et politique en Europe, Clermont-Ferrand, Ducros-Paris, 1870
- À ceux qui ont renié leur mère, Clermont-Ferrand, Ducros-Paris, 1871
- Pages d'histoire. Strophes et sonnets, Clermont-Ferrand, F. Thibaud, 1871
- La Revanche, Ducros-Paris, 1872.
- Pensées et sourires, poésies, avec une préface d'Emmanuel des Essarts, Paris, E. Thorin, 1875
- La mort c'est la vie ! dialogue en vers, lu à l'Académie de Clermont, le 6 janvier 1876, Clermont-Ferrand, F. Thibaud, 1876
- À Molière, 225e anniversaire de sa naissance..., Clermont-Ferrand, Mlle J. Collay, 1877
- À Jean Racine. (Anniversaire de sa naissance, 21 décembre 1639.), Clermont-Ferrand, Mlle J. Collay, 1878
- Philosophie et intimités mêlées, poésies, Clermont-Ferrand, Mlle J. Collay, 1877
- Brelan de prologues. Royat, La Bourboule, Clermont-Ferrand, Clermont-Ferrand, Mlle J. Collay, 1878.